# Fornelos e Queijada
Fornelos e Queijada é uma freguesia portuguesa do município de Ponte de Lima, com 13,01 km² de área e 1869 habitantes (censo de 2021). A sua densidade populacional é 143,7 hab./km².

## História
Foi criada aquando da reorganização administrativa de 2012/2013, resultando da agregação das antigas freguesias de Fornelos e Queijada:

## Demografia
A população registada nos censos foi:
| Distribuição da População por Grupos Etários | Distribuição da População por Grupos Etários | Distribuição da População por Grupos Etários | Distribuição da População por Grupos Etários | Distribuição da População por Grupos Etários | Distribuição da População por Grupos Etários |
| -------------------------------------------- | -------------------------------------------- | -------------------------------------------- | -------------------------------------------- | -------------------------------------------- | -------------------------------------------- |
| Antes da agregação                           |                                              |                                              |                                              |                                              |                                              |
| Ano                                          | 0-14 anos                                    | 15-24 anos                                   | 25-64 anos                                   | >= 65 anos                                   | Total                                        |
| 2001                                         | 330                                          | 325                                          | 871                                          | 337                                          | 1863                                         |
| 2011                                         | 313                                          | 234                                          | 1020                                         | 345                                          | 1912                                         |
| Após a agregação                             |                                              |                                              |                                              |                                              |                                              |
| Ano                                          | 0-14 anos                                    | 15-24 anos                                   | 25-64 anos                                   | >= 65 anos                                   | Total                                        |
| 2021                                         | 243                                          | 213                                          | 1005                                         | 408                                          | 1869                                         |